# Diskografie X Ambassadors
Toto je seznam vydané diskografie americké rockové skupiny X Ambassadors.

## Studiová alba
| Název                                                                                   | Detaily o albu                                                              | Umístění v hitparádách | Umístění v hitparádách | Umístění v hitparádách | Umístění v hitparádách | Umístění v hitparádách | Umístění v hitparádách | Umístění v hitparádách | Umístění v hitparádách | Umístění v hitparádách | Certifikace                        |
| Název                                                                                   | Detaily o albu                                                              | US                     | US Rock                | BEL (FL)               | CAN                    | FRA                    | GER                    | LTU                    | SCO                    | UK                     | Certifikace                        |
| --------------------------------------------------------------------------------------- | --------------------------------------------------------------------------- | ---------------------- | ---------------------- | ---------------------- | ---------------------- | ---------------------- | ---------------------- | ---------------------- | ---------------------- | ---------------------- | ---------------------------------- |
| VHS                                                                                     | - Vydáno: 30. června 2015 - Vydavatelství: Kidinakorner, Geffen, Interscope | 7                      | 3                      | 181                    | 2                      | 85                     | 56                     | —                      | 30                     | 41                     | - RIAA: Platinum - MC: 2× Platinum |
| Orion                                                                                   | - Vydáno: 14. června 2019 - Vydavatelství: Kidinakorner, Interscope         | 125                    | 25                     | —                      | —                      | —                      | —                      | 95                     | —                      | —                      |                                    |
| The Beautiful Liar                                                                      | - Vydáno: 24. září 2021 - Vydavatelství: Kidinakorner, Interscope           | —                      | —                      | —                      | —                      | —                      | —                      | —                      | —                      | —                      |                                    |
| Townie                                                                                  | - Vydáno: 5. dubna 2024 - Vydavatelství: Nyle                               | —                      | —                      | —                      | —                      | —                      | —                      | —                      | —                      | —                      |                                    |
| "—" značí, že se nahrávka neumístila v hitparádách nebo v tomto území ani nebyla vydána |                                                                             |                        |                        |                        |                        |                        |                        |                        |                        |                        |                                    |

## Extended play
| Název                                                                                   | Detaily                                                                              | Umístění v hitparádách | Umístění v hitparádách |
| Název                                                                                   | Detaily                                                                              | US Heat                | IRE                    |
| --------------------------------------------------------------------------------------- | ------------------------------------------------------------------------------------ | ---------------------- | ---------------------- |
| Ambassadors                                                                             | - Vydáno: 2009 - Vydavatelství: Ambassadors - Vydáno pod názvem Ambassadors          | —                      | —                      |
| Litost                                                                                  | - Vydáno: 7. února 2012 - Vydavatelství: Ambassadors - Vydáno pod názvem Ambassadors | —                      | —                      |
| Love Songs Drug Songs                                                                   | - Vydáno: 7. května 2013 - Vydavatelství: Kidinakorner, Geffen, Interscope           | 11                     | —                      |
| The Reason                                                                              | - Vydáno: 27. ledna 2014 - Vydavatelství: Kidinakorner, Geffen, Interscope           | 7                      | 62                     |
| Belong                                                                                  | - Vydáno: 6. března 2020 - Vydavatelství: Kidinakorner, Interscope                   | —                      | —                      |
| Townies                                                                                 | - Vydáno: 18. října 2024 - Vydavatelství: Nyle                                       | —                      | —                      |
| "—" značí, že se nahrávka neumístila v hitparádách nebo v tomto území ani nebyla vydána |                                                                                      |                        |                        |

## Singly

### Jako hlavní umělec
| Název                                                                                   | Rok  | Umístění v hitparádách | Umístění v hitparádách | Umístění v hitparádách | Umístění v hitparádách | Umístění v hitparádách | Umístění v hitparádách | Umístění v hitparádách | Umístění v hitparádách | Umístění v hitparádách | Umístění v hitparádách                                     | Certifikace                                                                                      | Album |
| Název                                                                                   | Rok  | US                     | AUS                    | CAN                    | ČR                     | FRA                    | GER                    | IRE                    | NL                     | SWI                    | UK                                                         | Certifikace                                                                                      | Album |
| --------------------------------------------------------------------------------------- | ---- | ---------------------- | ---------------------- | ---------------------- | ---------------------- | ---------------------- | ---------------------- | ---------------------- | ---------------------- | ---------------------- | ---------------------------------------------------------- | ------------------------------------------------------------------------------------------------ | --- |
| "Tropisms"                                                                              | 2009 | —                      | —                      | —                      | —                      | —                      | —                      | —                      | —                      | —                      | —                                                          |                                                                                                  | Ambassadors |
| "Weight/Lightness"                                                                      | 2012 | —                      | —                      | —                      | —                      | —                      | —                      | —                      | —                      | —                      | —                                                          |                                                                                                  | Litost |
| "Unconsolable"                                                                          | —    | —                      | —                      | —                      | —                      | —                      | —                      | —                      | —                      | —                      |                                                            |                                                                                                  | |
| "Unconsolable" (new version)                                                            | 2013 | —                      | —                      | —                      | —                      | —                      | —                      | —                      | —                      | —                      | —                                                          |                                                                                                  | Love Songs Drug Songs |
| "Jungle" (s Jamie N Commons)                                                            | 87   | —                      | 63                     | —                      | 55                     | 44                     | 62                     | 85                     | —                      | 18                     | - RIAA: Platinum - ARIA: Gold - BPI: Silver - MC: Platinum | VHS                                                                                              | |
| "Renegades"                                                                             | 2015 | 17                     | 43                     | 6                      | 2                      | 10                     | 10                     | 65                     | 32                     | 2                      | 38                                                         | VHS                                                                                              | - RIAA: 4× Platinum - ARIA: Platinum - BPI: Platinum - BVMI: Platinum - FIMI: 4× Platinum - MC: 7× Platinum - SNEP: Gold |
| "American Oxygen"                                                                       | 2015 | —                      | —                      | —                      | —                      | —                      | —                      | —                      | —                      | —                      | —                                                          |                                                                                                  | Singl bez alb |
| "Unsteady"                                                                              | 2015 | 20                     | 94                     | 61                     | —                      | —                      | —                      | —                      | —                      | 77                     | —                                                          | - RIAA: 5× Platinum - ARIA: Platinum - BPI: Platinum - BVMI: Gold - FIMI: Gold - MC: 5× Platinum | VHS |
| "Low-Life" (s Jamie N Commons)                                                          | 2016 | —                      | —                      | —                      | —                      | —                      | —                      | —                      | —                      | —                      | —                                                          |                                                                                                  | VHS |
| "Collider" (s Tom Morello)                                                              | 2016 | —                      | —                      | —                      | —                      | —                      | —                      | —                      | —                      | —                      | —                                                          |                                                                                                  | VHS 2.0 |
| "Hoping"                                                                                | 2017 | —                      | —                      | —                      | —                      | —                      | —                      | —                      | —                      | —                      | —                                                          |                                                                                                  | Singly bez alb |
| "Torches"                                                                               | 2017 | —                      | —                      | —                      | 66                     | —                      | —                      | —                      | —                      | —                      | —                                                          |                                                                                                  | Singly bez alb |
| "The Devil You Know"                                                                    | 2017 | —                      | —                      | —                      | —                      | —                      | —                      | —                      | —                      | —                      | —                                                          |                                                                                                  | Singly bez alb |
| "Ahead of Myself"                                                                       | 2017 | —                      | —                      | —                      | —                      | —                      | —                      | —                      | —                      | —                      | —                                                          |                                                                                                  | Singly bez alb |
| "Home" (s Machine Gun Kelly a Bebe Rexha)                                               | 2017 | 90                     | 32                     | 43                     | 17                     | 130                    | 27                     | 74                     | 98                     | 39                     | 64                                                         | - RIAA: Platinum - BPI: Gold                                                                     | Bright |
| "Joyful"                                                                                | 2018 | —                      | —                      | —                      | —                      | —                      | —                      | —                      | —                      | —                      | —                                                          |                                                                                                  | Singly bez alb |
| "Don't Stay"                                                                            | 2018 | —                      | —                      | —                      | —                      | —                      | —                      | —                      | —                      | —                      | —                                                          |                                                                                                  | Singly bez alb |
| "Boom"                                                                                  | 2019 | —                      | —                      | —                      | 7                      | —                      | —                      | —                      | —                      | —                      | —                                                          | - RIAA: Gold                                                                                     | Orion |
| "Hey Child"                                                                             | 2019 | —                      | —                      | —                      | 8                      | —                      | —                      | —                      | —                      | —                      | —                                                          |                                                                                                  | Orion |
| "Hold You Down"                                                                         | 2019 | —                      | —                      | —                      | —                      | —                      | —                      | —                      | —                      | —                      | —                                                          |                                                                                                  | Orion |
| "Optimistic"                                                                            | 2019 | —                      | —                      | —                      | —                      | —                      | —                      | —                      | —                      | —                      | —                                                          |                                                                                                  | Singl bez alb |
| "Everything Sounds Like a Love Song"                                                    | 2020 | —                      | —                      | —                      | —                      | —                      | —                      | —                      | —                      | —                      | —                                                          |                                                                                                  | Belong |
| "Belong"                                                                                | 2020 | —                      | —                      | —                      | —                      | —                      | —                      | —                      | —                      | —                      | —                                                          |                                                                                                  | Belong |
| "Great Unknown"                                                                         | 2020 | —                      | —                      | —                      | —                      | —                      | —                      | —                      | —                      | —                      | —                                                          |                                                                                                  | The Call of the Wild |
| "Zen" (s K.Flay a Grandson)                                                             | 2020 | —                      | —                      | —                      | 48                     | —                      | —                      | —                      | —                      | —                      | —                                                          |                                                                                                  | Singly bez alb |
| "Ultraviolet Tragedies" (s Terrell Hines)                                               | 2021 | —                      | —                      | —                      | —                      | —                      | —                      | —                      | —                      | —                      | —                                                          |                                                                                                  | Singly bez alb |
| "Skip That Party" (s Jensen McRae)                                                      | 2021 | —                      | —                      | —                      | —                      | —                      | —                      | —                      | —                      | —                      | —                                                          |                                                                                                  | Singly bez alb |
| "Blinding Lights"                                                                       | 2021 | —                      | —                      | —                      | —                      | —                      | —                      | —                      | —                      | —                      | —                                                          |                                                                                                  | Singly bez alb |
| "Torture" (s Earl St. Clair)                                                            | 2021 | —                      | —                      | —                      | —                      | —                      | —                      | —                      | —                      | —                      | —                                                          |                                                                                                  | Singly bez alb |
| "My Own Monster"                                                                        | 2021 | —                      | —                      | —                      | 8                      | —                      | —                      | —                      | —                      | —                      | —                                                          |                                                                                                  | The Beautiful Liar |
| "Okay"                                                                                  | 2021 | —                      | —                      | —                      | —                      | —                      | —                      | —                      | —                      | —                      | —                                                          |                                                                                                  | The Beautiful Liar |
| "Adrenaline"                                                                            | 2021 | —                      | —                      | —                      | —                      | —                      | —                      | —                      | —                      | —                      | —                                                          |                                                                                                  | The Beautiful Liar |
| "Beautiful Liar"                                                                        | 2021 | —                      | —                      | —                      | —                      | —                      | —                      | —                      | —                      | —                      | —                                                          |                                                                                                  | The Beautiful Liar |
| "Water"                                                                                 | 2021 | —                      | —                      | —                      | —                      | —                      | —                      | —                      | —                      | —                      | —                                                          |                                                                                                  | Blade Runner: Black Lotus                                                                                                |
| "Back to You" (s Lost Frequencies a Elley Duhé)                                         | 2022 | —                      | —                      | —                      | 8                      | —                      | 32                     | —                      | 3                      | 32                     | —                                                          | - IFPI AUT: Gold - IFPI SWI: Platinum                                                            | All Stand Together |
| "Happy People" (s Teddy Swims a Jac Ross)                                               | 2023 | —                      | —                      | —                      | —                      | —                      | —                      | —                      | —                      | —                      | —                                                          |                                                                                                  | Singly bez alb |
| "Friend for Life" (s Medium Build)                                                      | 2023 | —                      | —                      | —                      | 50                     | —                      | —                      | —                      | —                      | —                      | —                                                          |                                                                                                  | Singly bez alb |
| "Devastation" (s Pamé)                                                                  | 2023 | —                      | —                      | —                      | —                      | —                      | —                      | —                      | —                      | —                      | —                                                          |                                                                                                  | Singly bez alb |
| "Alcohol" (s Breland)                                                                   | 2023 | —                      | —                      | —                      | —                      | —                      | —                      | —                      | —                      | —                      | —                                                          |                                                                                                  | Singly bez alb |
| "Deep End"                                                                              | 2023 | —                      | —                      | —                      | —                      | —                      | —                      | —                      | —                      | —                      | —                                                          |                                                                                                  | Aquaman a ztracené království                                                                                            |
| "No Strings"                                                                            | 2024 | —                      | —                      | —                      | —                      | —                      | —                      | —                      | —                      | —                      | —                                                          |                                                                                                  | Townie |
| "Your Town"                                                                             | 2024 | —                      | —                      | —                      | —                      | —                      | —                      | —                      | —                      | —                      | —                                                          |                                                                                                  | Townie |
| "Half-Life"                                                                             | 2024 | —                      | —                      | —                      | —                      | —                      | —                      | —                      | —                      | —                      | —                                                          |                                                                                                  | Townie |
| "Follow the Sound of My Voice"                                                          | 2024 | —                      | —                      | —                      | —                      | —                      | —                      | —                      | —                      | —                      | —                                                          |                                                                                                  | Townie |
| "Fragile"                                                                               | 2024 | —                      | —                      | —                      | —                      | —                      | —                      | —                      | —                      | —                      | —                                                          |                                                                                                  | Townies |
| "—" značí, že se nahrávka neumístila v hitparádách nebo v tomto území ani nebyla vydána |      |                        |                        |                        |                        |                        |                        |                        |                        |                        |                                                            |                                                                                                  | |

### Jako vedlejší umělec
| Název                                                                                                  | Rok  | Umístění v hitparádách | Umístění v hitparádách | Umístění v hitparádách | Umístění v hitparádách | Umístění v hitparádách | Umístění v hitparádách | Umístění v hitparádách | Umístění v hitparádách | Umístění v hitparádách | Umístění v hitparádách | Certifikace | Album               |
| Název                                                                                                  | Rok  | US                     | AUS                    | CAN                    | ČR                     | FRA                    | GER                    | IRE                    | NL                     | SWI                    | UK                     | Certifikace | Album               |
| --- | ---- | ---------------------- | ---------------------- | ---------------------- | ---------------------- | ---------------------- | ---------------------- | ---------------------- | ---------------------- | ---------------------- | ---------------------- | --- | ------------------- |
| "Love of a Life" (Keljet feat. X Ambassadors)                                                          | 2013 | —                      | —                      | —                      | —                      | —                      | —                      | —                      | —                      | —                      | —                      | | Singly bez alb      |
| "Cannonball" (Skylar Grey feat. X Ambassadors)                                                         | 2015 | —                      | —                      | —                      | —                      | —                      | —                      | —                      | —                      | —                      | —                      | | Singly bez alb      |
| "Sucker for Pain" (Lil Wayne, Wiz Khalifa, Imagine Dragons, Logic a Ty Dolla $ign feat. X Ambassadors) | 2016 | 15                     | 7                      | 19                     | 4                      | 18                     | 8                      | 18                     | 18                     | 16                     | 11                     | - RIAA: 3× Platinum - ARIA: Platinum - BPI: Gold - BVMI: Platinum - FIMI: 2× Platinum - IFPI SWI: Gold - SNEP: Platinum | Sebevražedný oddíl  |
| "Heat" (The Knocks feat. Sam Nelson Harris)                                                            | 2016 | —                      | —                      | —                      | —                      | —                      | —                      | —                      | —                      | —                      | —                      | | Testify             |
| "Not Easy" (Alex Da Kid feat. X Ambassadors, Elle King a Wiz Khalifa)                                  | 2016 | —                      | 73                     | —                      | 31                     | —                      | —                      | —                      | —                      | —                      | —                      | | Singl bez alb       |
| "Cycles" (Methal feat. X Ambassadors)                                                                  | 2017 | —                      | —                      | —                      | —                      | —                      | —                      | —                      | —                      | —                      | —                      | | I'm with the Banned |
| "Razor's Edge" (Masked Wolf feat. X Ambassadors)                                                       | 2021 | —                      | —                      | —                      | —                      | —                      | —                      | —                      | —                      | —                      | —                      | | Astronomical        |
| "Undeniable" (Kygo feat. X Ambassadors)                                                                | 2021 | —                      | —                      | —                      | —                      | —                      | —                      | 79                     | —                      | 55                     | —                      | | Thrill of the Chase |
| "—" značí, že se nahrávka neumístila v hitparádách nebo v tomto území ani nebyla vydána                |      |                        |                        |                        |                        |                        |                        |                        |                        |                        |                        | |                     |

## Další umístěné písně
| Název                                                                                   | Rok  | Umístění v hitparádách | Umístění v hitparádách | Umístění v hitparádách | Umístění v hitparádách | Umístění v hitparádách | Umístění v hitparádách | Umístění v hitparádách | Umístění v hitparádách | Umístění v hitparádách | Umístění v hitparádách | Album                     |
| Název                                                                                   | Rok  | US Bub.                | AUS                    | CAN                    | FRA                    | GER                    | IRE                    | NL                     | SCO                    | SWE                    | UK                     | Album                     |
| --------------------------------------------------------------------------------------- | ---- | ---------------------- | ---------------------- | ---------------------- | ---------------------- | ---------------------- | ---------------------- | ---------------------- | ---------------------- | ---------------------- | ---------------------- | ------------------------- |
| "Wicked Ways" (Eminem feat. X Ambassadors)                                              | 2013 | —                      | —                      | —                      | —                      | —                      | —                      | —                      | —                      | —                      | 197                    | The Marshall Mathers LP 2 |
| "Bad Husband" (Eminem feat. X Ambassadors)                                              | 2017 | 15                     | 94                     | 68                     | 167                    | 69                     | 44                     | 81                     | 99                     | 70                     | —                      | Revival                   |
| "—" značí, že se nahrávka neumístila v hitparádách nebo v tomto území ani nebyla vydána |      |                        |                        |                        |                        |                        |                        |                        |                        |                        |                        |                           |

## Spolu umělec
| Název              | Rok  | Další umělec | Album                       |
| ------------------ | ---- | ------------ | --------------------------- |
| "Wicked Ways"      | 2013 | Eminem       | The Marshall Mathers LP 2   |
| "Comfortable"      | 2014 | The Knocks   | 55                          |
| "Transmission"     | 2015 | Zedd, Logic  | True Colors                 |
| "Bad Husband"      | 2017 | Eminem       | Revival                     |
| "Baptize Me"       | 2019 | Jacob Banks  | Hra o trůny                 |
| "In Your Arms"     | 2019 | Illenium     | Ascend                      |
| "You'll Get Yours" | 2021 | Tom Morello  | The Atlas Underground Flood |

## Videoklipy
| Název                                | Rok  | Režisér                                  |
| ------------------------------------ | ---- | ---------------------------------------- |
| "Tropisms"                           | 2009 | Jackson Morton                           |
| "Unconsolable"                       | 2013 | ENDS                                     |
| "Jungle"                             | 2014 | Emile Rafael a Alex Da Kid               |
| "Renegades"                          | 2015 | ENDS a Alex Da Kid                       |
| "Unsteady"                           | 2015 | ENDS                                     |
| "American Oxygen"                    | 2016 | ENDS                                     |
| "Low Life"                           | 2016 | Alissa Torvinen                          |
| "Collider"                           | 2016 | Tess Harrison                            |
| "Hoping"                             | 2017 | Stephanie Rheingold                      |
| "Ahead of Myself"                    | 2017 | Jake Kovnat                              |
| "Joyful"                             | 2018 | Tess Harrison                            |
| "Don't Stay"                         | 2018 | Tess Harrison                            |
| "Boom"                               | 2019 | Tess Harrison                            |
| "Hold You Down"                      | 2019 | Najeeb Tarazi                            |
| "Hey Child"                          | 2019 | Sam Nelson Harris                        |
| "Everything Sounds Like a Love Song" | 2020 | Sam Nelson Harris                        |
| "Belong"                             | 2020 | Anna Lee                                 |
| "My Own Monster"                     | 2021 | Daniel Iglesias Jr.                      |
| "Adrenaline"                         | 2021 | Daniel Iglesias Jr.                      |
| "Beautiful Liar"                     | 2021 | Boris Zaiontchkovsky                     |
| "Back to You"                        | 2022 | Timo Ottevanger                          |
| "No Strings"                         | 2024 | Daniel Fermín Pfeffer and Carlos Cardona |
| "Your Town"                          | 2024 | Daniel Fermín Pfeffer                    |
| "Half-Life"                          | 2024 | Louis Celano and Jake Basser             |